# Marcello Lietti
Marcello Lietti war ein uruguayischer Fußballspieler.

## Verein
Lietti gehörte mindestens 1921 dem Kader des in Montevideo angesiedelten, in der Primera División antretenden Vereins Universal an. In jenem Jahr belegte sein Verein den dritten Platz in der Saisonabschlusstabelle.

## Nationalmannschaft
Lietti war auch Mitglied der uruguayischen A-Nationalmannschaft. Mit dieser nahm er an der Südamerikameisterschaft 1921 in Argentinien teil. Zum Einsatz kam er jedoch nicht.

## Erfolge
- Südamerikameisterschaftsteilnahme 1921